# Heli (mythische koning)
Heli was volgens de legende, zoals beschreven door Geoffrey van Monmouth, koning van Brittannië. Hij was de zoon van koning Digueillus en werd opgevolgd door zijn zoon Lud. Koning Heli regeerde 40 jaar van 113 v.Chr. - 73 v.Chr. en was de vader van drie zonen. Naast de al genoemde Lud waren dit Cassivellaunus en Nennius.